# Немецкий театр
Немецкий театр (нем. Deutsches Theater) — драматический театр, расположенный в историческом квартале Фридрих-Вильгельм-Штадт (нем. Friedrich-Wilhelm-Stadt) в районе Митте в центре Берлина. С 1990 года является одним из пяти государственных театров германской столицы.
Немецкий театр имеет две смыкающиеся сцены с общим фасадом. Основная сцена — около 600 мест, а малая («камерная», Kammerspiele), появилась по инициативе Макса Рейнхардта в 1906 году для постановки современных пьес) — около 230 мест. На основной сцене Немецкого театра идут спектакли преимущественно классического репертуара.

## История театра
Здание театра построено в 1848 году под летний театр, в 1850 году перестроено для постоянного Городского театра Фридриха-Вильгельма (нем. Friedrich-Wilhelm-Städtisches Theater), где исполнялись зингшпили («Два стрелка», «Браконьер» А. Лорцинга), драмы и комедии («Журналисты» Фрейтага, «Королевский лейтенант» К. Гуцкова). В театре давали представления знаменитые Э. Росси, Т. Сальвини, А. фон Зонненталь, Йозеф Левинский, в 1874 году гастролировал Мейнингенский театр). В 1883 году здание театра было приобретено драматургом Адольфом Л’Арронжем. Совместно с актерами Э. Поссартом, Л. Барнаем, А. Форстером, 3. Фридманом, Ф. Гаазе он открыл в этом помещении «Немецкий театр», товарищество актёров-пайщиков, стремившихся создать первый в Германии национальный театр.
Театр был открыт 29 сентября 1883 года трагедией Ф. Шиллера «Коварство и любовь» в постановке Августа Форстера (Й. Кайнц (Фердинанд), Л. Барнай (Президент), 3. Фридман (Вурм), Ф. Гаазе (Кальб), Форстер (Миллер)). В первый сезон шли «Дон Карлос» (в два вечера, реж. Л. Барнай; Карлос —Кайнц), «Разбойники» Шиллера; «Ифигения в Тавриде» И. В. Гёте (Пилад — Кайнц), «Ромео и Джульетта» У. Шекспира (Ромео — Кайнц). Во втором сезоне были поставлены пьесы Гёте «Гёц фон Берлихинген», «Торквато Тассо», «Эгмонт» и др.; «Вильгельм Телль» Шиллера, «Эмилия Галотти» Г. Э. Лессинга, «Принц Фридрих Гомбургский» Г. фон Клейста, «Король Лир» Шекспира. В труппу театра входили актеры А. Зорма, А. Гаверланд, Г. Ниман-Рабе, Г. Кадельбург, Л. Дюмон (с 1885), Э. Леман (с 1891). Но репертуарная политика Л’Арронжа не устраивала остальных создателей театра, и ведущие актёры постепенно покидали театр.

## Отто Брам
В 1894—1904 годах театр возглавлял Отто Брам, приверженец натуралистического направления в искусстве. При Браме были поставлены «Ткачи» (1895), «Возчик Геншель» (1898), «Флориан Гейер», «Потонувший колокол» (оба в 1896), «Вознесение Ганнеле», «Праздник примирения», «Роза Бернд» (1903) Г. Гауптмана, «Нора», «Привидения», «Йон Габриэль Боркман», «Дикая утка», «Враг народа», «Столпы общества» Г. Ибсена и др. Ведущие актёры: Э. Рейхер, Р. Ритнер, Э. Леман, Р. Бертенс, О. Зауэр, Л. Дюмон, А. Бассерман, Ф. Кайслер, Р. Валлентин. В 1895 году в труппу поступает Макс Рейнхардт, молодой выпускник театральной школы при Венской консерватории. Рейнхардт был занят в ролях Энгстранда, Фольдала («Привидения», «Йон Габриэль Боркман» Ибсена).
В 1900 году Брам ставит «Власть тьмы» Л. Н. Толстого (Аким — М. Рейнхардт). Брам, борясь против засилья в придворных театрах декламации и пафоса, ориентировался на принципы натурализма, что привело к другой крайности — засилью бытовых деталей и т. п., что привело, в том числе, к провалу трагедии «Коварство и любовь», 1894. Затем О. Брам ушел в Театр им. Лессинга.

## Макс Рейнхардт

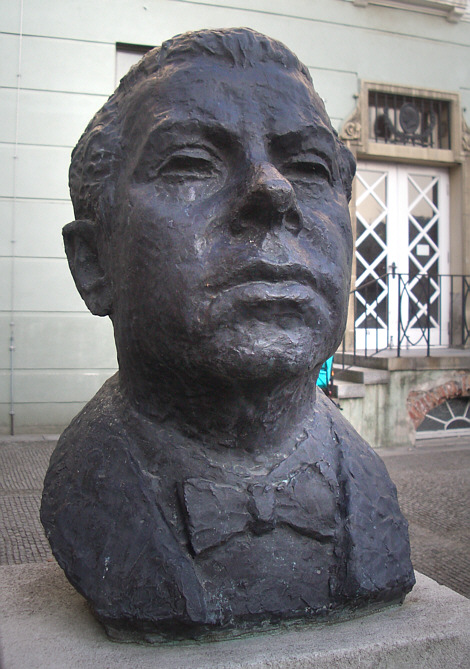
Памятник Максу Рейнхардту у входа в Немецкий театр

После недолгого директорства драматурга Пауля Линдау театр в 1905 году возглавил Макс Рейнхардт, уже получивший известность как режиссёр. Рейнхардт непрерывно находился на посту руководителя Театра до начала Первой мировой войны и с несколькими перерывами до своей вынужденной эмиграции в 1933 году.
В 1905—1914 годах репертуар был преимущественно классическим; главенствовал Шекспир: «Венецианский купец», «Сон в летнюю ночь» (обе в 1905), «Зимняя сказка» (1906), «Ромео и Джульетта» (1907), «Король Лир» (1908), «Гамлет», «Укрощение строптивой» (обе в 1909) и др. Некоторые пьесы Шекспира ставились в различных режиссёрских редакциях Рейнхардта несколько раз («Гамлет», «Сон в летнюю ночь»). Большое место в репертуаре занимала немецкая классика: «Совиновные» (1906), «Фауст» (1909) Гёте, «Разбойники», «Заговор Фиеско в Генуе» (обе в 1908), «Мессинская невеста» (1910) Шиллера, «Кетхен из Хейльбронна» (1905), «Принц Фридрих Гомбургский» (1907) Г. Клейста, «Минна фон Барнхельм» Лессинга (1904). В репертуар театра так же входили пьесы Ф. Грильпарцера, К. Ф. Хеббеля, Г. Гофмансталя, Ф. Ведекинда, античная драматургия. В театре ставилась и русская драматургия: «Живой труп» Л. Н. Толстого (1913, Фёдор Протасов — А. Моисси), «Ревизор» Н. В. Гоголя (1907) и др. Во время Первой мировой войны, несмотря на цензуру, молодёжная студия ставила пьесы Арнольда Цвейга, Р. Геринга, Р. Зорге в режиссуре Г. Геральда. Были поставлены также «Солдаты» Якоба Ленца и «Смерть Дантона» Г. Бюхнера.
В театре в этот период работали актеры: Г. Эйзольд, А. Моисси, Л. Хёфлиг, М. Купфер, П. Вегенер, В. Краус, Э. Яннингс, Г. Кернер, Э. Дойч, Ф. Кортнер, В. Арнольд, А. Штрауб, Р. Шильдкраут, Ф. Кайслер, Э. Бергнер, Э. Клепфер, Г. Георге, Э. Винтерштайн, О. Гомолка, Г. Грюндгенс, Г. Мюллер, Л. Баарова, Э. Бальзер, М. Дитрих, Т. Дюрье, В. Фрич, Г. Фрёлих, О. Гебюр, П. Хёрбигер, Б. Хорней, О. Клопфер, Г. Лидтке, Т. Лоос, А. Моисси, Л. Рифеншталь, Х. Рюман, С. Шмиц, К. Фейдт, Ф. Альтен, Э. Вагнер, Г. Ведекинд.
В 1924—1926 годах в театре на должности драматургов работали Б. Брехт и Карл Цукмайер.
В 1905 году при Немецком театре была основана театральная школа. Немецкий театр под руководством Рейнхардта был пионером в использовании новых средств театральной техники, в том числе вращающейся сцены. В 1920-х годах было осуществлено вынужденное временное финансовое объединение Немецкого театра с другими берлинскими театрами (организация так называемых театральных трестов), что не могло не сказаться на результатах работы театра. Часто менявшиеся в период временной работы Рейнхардта в других театрах художественные руководители (Ф. Холлендер, К. Розен, Г. Геральд, К. X. Мартин) плохо справлялись со своей миссией.

## Немецкий театр в ГДР

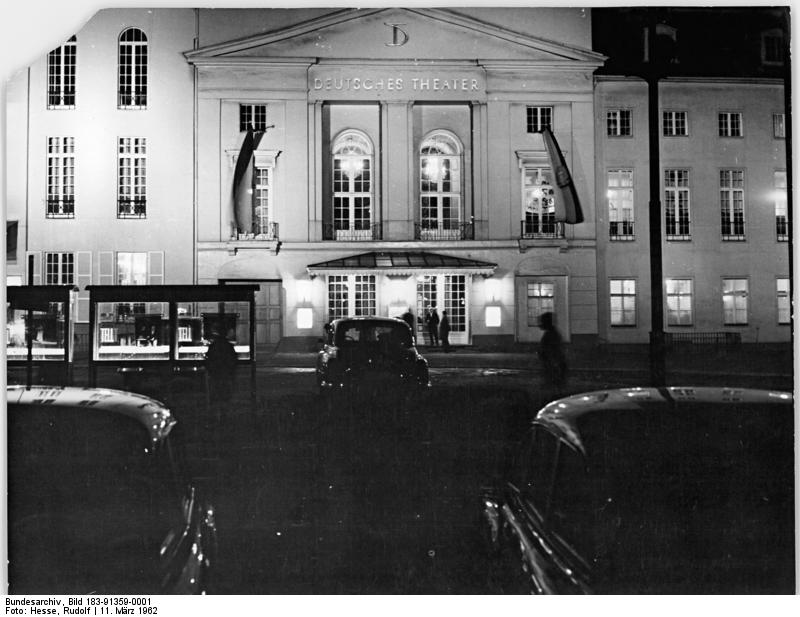
Немецкий театр в 1962 году

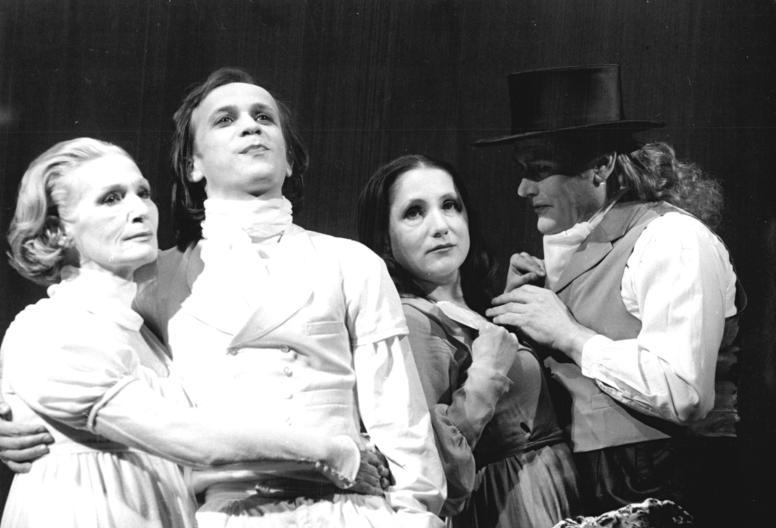
«Смерть Дантона». 1981

В 1945 году Немецкий театр оказался в советской зоне оккупации и стал одним из первых театров, возобновивших свою деятельность в разрушенном Берлине — под руководством драматурга и режиссёра Г. Вангенхайма. Был поставлен «Натан Мудрый» Лессинга, ранее запрещённый нацистской цензурой; в главной роли выступил П. Вегенер.
После 1945 года труппа театра пополнилась многими актёрами и режиссёрами. На сцене театра в 50-60-х годах выступали известные немецкие актёры — Густаф Грюндгенс, Э. Буш (Ю. Фучик — «Прага остаётся моей» Ю. А. Буряковского, нем. назв. «Юлиус Фучик»; Майоров — «Глубокая разведка» А. А. Крона; Мефистофель, Яго), Г. Мюллер, Э. Винтерштейн, П. Бильдт, А. Вешер, В. Клейнау (Егор Булычов, Городничий; Васильков — «Бешеные деньги» А. Н. Островского),
Продолжая национальные традиции театр ставил пьесы Гёте, Шиллера, Лессинга, Бюхнера, а также Шекспира, часто обращался и к русской драматургии: в репертуаре Немецкого театра были «Дядя Ваня» (1945), «Ревизор» (1950), «Гроза» (1951), «Волки и овцы» (1948), «Бешеные деньги» (1954) А. Н. Островского; «Беспокойная старость» (1946, профессор Полежаев — П. Вегенер), «Егор Булычов и другие» (1952), «Сомов и другие» (1954), «Враги» (1967) М. А. Горького, «Платон Кречет» (в нем. пост. «Хирург», 1951), «Шторм» (1957); «Поднятая целина» М. А. Шолохова, инсц. Т. Лондона (1959), «Иркутская история» А. Н. Арбузова (1962), «Человек с ружьём» Н. Ф. Погодина (1962).
Среди значительных постановок: «Страх и отчаяние в Третьей империи» Б. Брехта (1948), «Бомарше» (1946), «Томас Мюнцер» (1953) Ф. Вольфа, «Пастор Халль» Эрнста Толлера (1947), «Невеста голландца» Э. Штритматтера (1958), «Процесс в Нюрнберге» (1967) и «Въезд в замок» (1971) Шнайдера, «Актовый зал» Канта (1969), «Новые страдания молодого В.» У. Пленцдорфа (1972), «Шахтёры на отвале» Брауна (1973).
Среди актёров — У. Бирнбаум, Х. Гроссе, Х. Дринда, Ф. Дюрен, Ф. Зольтер, И. Келлер и др. В 1960-х гг. активное участие в деятельности театра принимал П. Вегенер.

## Художественные руководители
Драматург и режиссёр Г. Вангенхайм (Gustav von Wangenheim; 1945—1946), режиссёр и актёр Вольфганг Лангхофф (1946—1963; отец режиссёра Томаса Лангхоффа), Вольфганг Хайнц (Wolfgang Heinz; 1963—1969), Hanns Anselm Perten (1969—1972), Gerhard Wolfram (1972—1982), Rolf Rohmer (1982—1984), Dieter Mann (1984—1991), Томас Лангхофф (1991—2001), Bernd Wilms (2000—2008), Оливер Ризе (c 2008 года).

## Современный репертуар
- «Эмилия Галотти» Лессинга (реж. М. Тальхаймер)
- «Лолита» В. В. Набокова (реж. О. Ризе)
- «Крысы» Г. Гауптмана (реж. М. Тальхаймер)
- «Фауст. Часть I» (реж. М. Тальхаймер)
- «Дядя Ваня» А. П. Чехова (реж. Юрген Гош)
- 2006 «Вишнёвый сад» Чехова (реж. Барбара Фрей)
- 2007 «Гамлет-машина» Х. Мюллера (реж. Димитр Готчев)